# Veia faríngea
As veias faríngeas são veias da cabeça. Uma de suas principais funções é o suprimento sanguíneo venoso na região da faringe e adjacências. São tributárias da veia jugular interna. Começam no plexo faríngeo na superfície externa da faringe e, após receberem algumas veias meníngeas posteriores e a veia do canal pterigoídeo, terminam na jugular interna. Elas ocasionalmente se abrem na veia facial, lingual ou tireoídea superior.